# بوفالوی جنگلی
بوفالوی جنگلی (نام علمی: Bison bison athabascae) یا بوفالوی کوهی (یا گاومیش کوهان‌دار جنگلی یا گاومیش کوهان‌دار کوهی نامیده می‌شود)، زیرگونه یا اکوتیپ شمالی متمایز از بوفالوی آمریکایی است. محدوده اصلی آن شامل بسیاری از مناطق جنگلی شمالی آلاسکا، یوکان، مناطق شمال غربی، شمال شرقی بریتیش کلمبیا، شمال آلبرتا و شمال غربی ساسکاچوان بود.